# آلونیزه کردن
alonizing (آلونیزینگ،آلونیزاسیون،آلونیز کردن) یک فرآیند متالیزاسیون نفوذی است؛چرا که یک عملیات حرارتی_شیمیایی است که شامل غنی‌سازی لایه سطحی یک جسم با یک یا چند عنصر فلزی میباشد.
آلونیزاسیون انتشار آلومینیوم به سطح فلز پایه از طریق بخارات با دمای بالا است.
انواع فلزات قابل آلونیزاسیون شامل انواع فولادهای فرفورژه و ریخته‌گری می‌شود (یعنی گریدهای کربن ساده و کم آلیاژ، فولادهای فریتی و آستنیتی ، فولادهای نیکل کروم بسیار آلیاژی و غیره).
این فرآیند منجر به آلیاژی با ویژگی‌های سطحی آلومینیوم می‌شود و در عین حال سختی و استحکام ذاتی فلز پایه را حفظ می‌کند .  بنابراین، آلونیزاسیون خواص مکانیکی فلز پایه را در  دمای بالا  را تغییر نمی دهد، که مزیت آلونیزاسیون نسبت به ایجاد یک آلیاژ آلومینیوم است .

## فرآیند تولید
آلونیزه کردن یا آلومینیوم دهی، فرآیندی است که در آن یک لایه آلومینیوم بر روی سطح فلز دیگری، به طور معمول فولاد، پوشانده می‌شود. این لایه ی آلومینیومی، فلز پایه را از خوردگی، اکسیداسیون و حرارت بالا محافظت می‌کند.
آلونیزه کردن به روش‌های مختلفی انجام می‌شود که متداول‌ترین آنها عبارتند از:
غوطه‌وری گرم: در این روش، قطعه ی مورد نظر در حمام مذاب آلومینیوم فرو برده می‌شود.
پاشش حرارتی: در این روش، پودر یا مفتول آلومینیوم با استفاده از یک تفنگ حرارتی بر روی سطح قطعه پاشیده می‌شود.
پوشش دهی با فاز بخار: در این روش، از هالیدهای آلومینیوم برای ایجاد لایه ی آلومینیومی بر روی سطح قطعه استفاده می‌شود.
آبکاری الکتریکی: در این روش، از جریان الکتریکی برای رسوب آلومینیوم بر روی سطح قطعه استفاده می‌شود.
انتخاب روش مناسب آلونیزه کردن به عوامل مختلفی از جمله نوع فلز پایه، ضخامت لایه ی مورد نظر، هزینه و کاربرد نهایی بستگی دارد.

## هدف
هدف از فرآیند آلونیزاسیون، بهبود مقاومت در برابر حرارت و خوردگی فلز پایه با ایجاد یک لایه نفوذی محافظ از آلومینیوم آلیاژ شده با فلز پایه در سطح است.این لایه در تمام دماها تا نقطه ذوب فلز پایه موثر باقی می ماند. از آنجایی که لایه ایجاد شده یک آلیاژ با فلز پایه است، لایه را نمی توان بدون فرآیند ماشینکاری به طور کامل جدا کرد .

### لایه محافظ خواص حفاظتی در برابر خوردگی زیر را ارائه می دهد:
- مقاومت در برابر سولفوداسیون - محافظت در برابر حمله سولفید هیدروژن، هیپوسولفور و اسید گوگرد.
- مقاومت در برابر اکسیداسیون -  اکسید آلومینیوم یک پوشش پایدار تشکیل می دهد.
- نفوذ هیدروژن _ سرعت انتشار هیدروژن را کاهش می دهد.

### دیگر فواید آلونیزه کردن:
- مقاومت در برابر خوردگی: لایه ی آلومینیوم، فلز پایه را از خوردگی توسط عوامل مختلف مانند آب، هوا و مواد شیمیایی محافظت می‌کند. این امر به ویژه در مواردی که فلز در معرض رطوبت یا مواد خورنده قرار دارد، حائز اهمیت است.
- مقاومت در برابر حرارت: آلومینیوم می‌تواند در دماهای بالا بدون اکسید شدن یا ذوب شدن مقاومت کند. این ویژگی، آلونیزه کردن را به روشی ایده‌آل برای محافظت از فلز در برابر حرارت بالا، مانند اگزوز خودرو یا سپرهای حرارتی تبدیل می‌کند.
- ظاهر زیبا: لایه ی آلومینیوم، ظاهری زیبا و براق به فلز پایه می‌دهد. این امر می‌تواند به بهبود ظاهر محصولات و تجهیزات مختلف کمک کند.
- افزایش طول عمر: آلونیزه کردن، طول عمر فلز پایه را به طور قابل توجهی افزایش می‌دهد. با محافظت از فلز در برابر خوردگی و سایش، آلونیزه کردن می‌تواند نیاز به تعویض یا تعمیر قطعات را کاهش دهد.

## کاربرد ها
مواد آلونیزه شده بیشتر در  محیط های خورنده استفاده می شوند. همچنین لوله هایی که در معرض خوردگی قرار دارند و باید از آنان محافظت نمود مانند: لوله‌های کوره، لوله‌های مبدل حرارتی ، لوله‌های گاز پسماند، لوله‌های خط لوله و  چاه‌ها و مخازن تولید، کندانسورهای گوگردی و لوله‌های مورد استفاده در تولید نفت و مواد شیمیایی و تولید برق و محصولات فلزی فرفورژه. ،  میله‌ها، صفحات و ورق‌ها، پانل‌ها، پانل‌های چاه آب

### کاربردهای آلونیزه کردن:
اگزوز خودرو: برای محافظت از اگزوز در برابر خوردگی و حرارت بالا
سپرهای حرارتی: برای محافظت از اجسام در برابر حرارت بالا
لوله‌های بویلر: برای محافظت از لوله‌ها در برابر خوردگی و رسوب
صنایع غذایی: برای محافظت از تجهیزات در برابر خوردگی
صنعت هوافضا: برای ساخت قطعات هواپیما که باید سبک و مقاوم باشند

#### نکاتی در مورد آلونیزه کردن:
کیفیت لایه ی آلومینیومی به کیفیت سطح فلز پایه بستگی دارد. قبل از آلونیزه کردن، باید سطح فلز کاملاً تمیز و عاری از هرگونه آلودگی باشد.
ضخامت لایه ی آلومینیومی به کاربرد مورد نظر بستگی دارد. لایه‌های ضخیم‌تر، محافظت بیشتری ارائه می‌کنند، اما گران‌تر نیز هستند.
آلونیزه کردن می‌تواند بر خواص مکانیکی فلز پایه تأثیر بگذارد.